# Vinzel
Vinzel es una comuna suiza del cantón de Vaud, situada en el distrito de Nyon. Limita al noroeste con la comuna de Burtigny, al noreste y este con Bursins, y al sur y oeste con Luins.
La comuna hizo parte hasta el 31 de diciembre de 2007 del distrito de Rolle, círculo de Gilly.